# Chlibkiewicz II

Chlibkiewicz II – herb szlachecki.

## Opis herbu
W polu błękitnym, na murawie, kotwica srebrna, na niej gołąb biały z gałązką oliwną w dziobie. Nad tarczą dwa hełmy ukoronowane, na pierwszym ręka w błękitnym rękawie trzyma wagi złote, na drugim kotwica i gołąb, jak na tarczy. Labry błękitne, podbite srebrem.

## Najwcześniejsze wzmianki
Herb otrzymał w 1842 r. od Ferdynanda I Feliks Chlibkiewicz Edler von Rutkowski, wraz z podniesieniem do II stopnia szlachectwa (tytuł "Ritter").

## Herbowni
Chlibkiewicz von Rutkowski